# Pericoma becharreense
Pericoma becharreense är en tvåvingeart som beskrevs av Wagner 1980. Pericoma becharreense ingår i släktet Pericoma och familjen fjärilsmyggor. Inga underarter finns listade i Catalogue of Life.